# بابا آشپزباشی
بابا آشپزباشی (ژاپنی: クッキングパパ هپبورن: Kukkingu Papa) یک مجموعه مانگای ژاپنی به نویسندگی و تصویرگری توچی اویاماست. این مانگا از ۶ ژوئن ۱۹۸۵ در گلچین مجلهٔ مورنینگ کودانشا منتشر شد. کودانشا این اثر را در ۱۷۰ جلد تانکوبون جمع‌آوری کرد. این مانگا یکی از طولانی‌ترین مجموعه‌های مانگا شناخته می‌شود. داستان دربارهٔ زندگی کارمندی به نام کازومی آراویاست که توانایی خوبی در آشپزی کردن دارد. در پایان هر فصل از این کتاب دستور کامل پخت غذاهای ارائه شده در آن فصل آورده شده است.
استودیو ایکن یک مجموعه انیمهٔ تلویزیونی ۱۵۱ قسمتی از این اثر اقتباس کرد. توشیتاکا تسونودا کارگردان این انیمه بود. این مجموعه انیمه بین آوریل ۱۹۹۲ تا مه ۱۹۹۵ در ژاپن از شبکهٔ تی‌وی آساهی پخش شد. یک درام ژاپنی نیز از این مانگا اقتباس و در ۲۹ اوت ۲۰۰۸ از شبکهٔ فوجی تی‌وی پخش شد.
بابا آشپزباشی در سی‌ونهمین دورهٔ جوایز مانگای کودانشا در سال ۲۰۱۵ جایزهٔ ویژه را از آن خود کرد.